# Doki Doki Literature Club!
Doki Doki Literature Club! (viết tắt là Doki Doki hay DDLC) là một visual novel được phát triển bởi Team Salvato. Nó được phát hành vào ngày 22 tháng 9 năm 2017 cho Microsoft Windows, Linux và macOS, và sau đó phát vào ngày 6 tháng 10 năm 2017 cho Steam. Câu chuyện kể về một nam sinh trung học tham gia câu lạc bộ văn học của trường và tương tác với bốn thành viên nữ. Trò chơi có một câu chuyện tuyến chính, với một số cảnh thay thế và kết thúc tùy thuộc vào sự lựa chọn của người chơi. Tuy xuất hiện ở cái nhìn đầu tiên là một trò chơi nhẹ nhàng, đây thực tế là một trò chơi kinh dị tâm lý liên quan đến việc sử dụng rất nhiều yếu tố phá vỡ bức tường thứ tư.
Trò chơi được phát triển trong một khoảng thời gian ước tính khoảng hai năm bởi một nhóm được dẫn dắt bởi Dan Salvato, được biết đến trước đây vì công việc mod cho Super Smash Bros. Melee. Theo Salvato, cảm hứng cho trò chơi đến từ những cảm xúc lẫn lộn của anh với anime, và niềm đam mê đối với những trải nghiệm siêu thực cùng nỗi bất an. Sau khi phát hành, Doki Doki Literature Club! nhận được lời khen ngợi cho các yếu tố hư cấu và kinh dị của nó, với game thủ PC gọi nó là "một trong những trò chơi đáng ngạc nhiên nhất của năm".

## Gameplay
Doki Doki Literature Club! là một visual novel, vì vậy phần lớn gameplay bao gồm việc người chơi đọc câu chuyện của trò chơi. Tại một số điểm trong trò chơi người chơi được nhắc nhở để đưa ra quyết định có thể ảnh hưởng đến cách câu chuyện tiến triển. Trò chơi cũng có minigame viết thơ để phù hợp với bối cảnh trong game chủ yếu diễn ra ở trong câu lạc bộ văn học. Người chơi được đưa ra một danh sách gồm các từ, chọn ra để làm thành bài thơ của mình. Mỗi lần chọn một từ, nhân vật chibi nhỏ bên cạnh sẽ nhảy lên, và tuỳ vào thể loại bạn chọn sẽ tương ứng với nhân vật đó. Bài thơ của bạn có nhiều từ của nhân vật nào đó, ví dụ như tóc hồng - Natsuki thì khi bạn đưa bài thơ cho Natsuki đọc, nhân vật sẽ có nhận xét khác nhau và tuỳ vào thể loại khác nhau.

## Cốt truyện
Lưu ý: Bài viết dưới đây sẽ tiết lộ nội dung của trò chơi.
Trong Doki Doki Literature Club!, nhân vật chính (tên được người chơi đặt ở đầu trò chơi) được mời tham gia vào câu lạc bộ văn học của trường trung học bởi người bạn thời thơ ấu của mình là Sayori – một cô gái vui vẻ và hòa đồng. Ở đó, anh ta gặp các thành viên với những tính cách khác nhau trong câu lạc bộ: một cô gái cạnh khóe nhưng nhanh nhẹn là Natsuki, một cô gái bẽn lẽn và nhút nhát là Yuri, và hội trưởng câu lạc bộ cầu toàn là Monika. Nhân vật chính bắt đầu tham gia vào các hoạt động của câu lạc bộ như viết và chia sẻ thơ, bắt đầu gần gũi với các cô gái hơn.
Trong khi chuẩn bị cho một lễ hội để mời nhiều bạn cùng lớp tham gia câu lạc bộ văn học, Sayori thừa nhận rằng cô ấy bị trầm cảm và thổ lộ tình cảm với nhân vật chính. Khi ngày lễ hội đến gần, bài thơ vui buồn của Sayori khi thường bị thay thế bằng một mẩu giấy đen tối và bệnh hoạn liên tục nói với ai đó, có lẽ là nhân vật của người chơi, biến ra khỏi đầu cô. Khi Sayori không trả lời tin nhắn, nhân vật chính chạy đến nhà cô và chứng kiến cảnh cô treo cổ tự tử. Trò chơi đột nhiên bắt đầu xuất hiện những lỗi giật lag, và người chơi buộc phải bắt đầu ngay từ đầu, chỉ có Sayori vắng bóng và bất cứ những gì sót lại của cô dường như làm cho trò chơi bị trục trặc và hư hỏng.
Một lần nữa nhân vật chính lại gặp gỡ câu lạc bộ văn học (trừ Sayori) và tìm hiểu Natsuki và Yuri thông qua việc chia sẻ và đọc thơ. Tuy nhiên, các sự kiện kì lạ ngày càng xảy ra, với cuộc đối thoại bình thường được thay thế bằng nội dung đen tối hơn, tàn bạo hơn. Nhiều lỗi khác cũng xảy ra, chẳng hạn như trò chơi tua lại sau khi nhân vật chính nhìn thấy Yuri đang tự cắt tay mình và trò chơi từ chối chấp nhận lựa chọn cuộc trò chuyện không ưu ái với Monika. Trước ngày lễ hội, Yuri giới thiệu nhân vật chính bằng một bài thơ gồm những chữ kì dị (viết bằng font Damagrafik Script) và vết máu. Sau khi thú nhận tình cảm của mình với nhân vật chính, bất kể anh ta có chấp nhận hay không, Yuri tự đâm nhiều phát vào ngực và chết. Sau đó có hiện tượng lạ, có chữ dịch lạ và thời gian bên ngoài bị tua nhanh suốt sáng, chiều, tối. Người chơi cảm thấy dường như trò chơi bị lỗi suốt lâu hơn, người chơi có thể bật tua nhanh để bỏ quả hết cuộc đối thoại thì lúc đó Natsuki nhìn thấy xác Yuri. Khi thấy xác của Yuri, Natsuki nôn tháo ra và bỏ chạy. Monika xuất hiện và sau đó xin lỗi người chơi, xóa các tập tin nhân vật (.chr) của Yuri và Natsuki, khiến cho trò chơi khởi động lại một lần nữa.
Khi trò chơi được khởi động lại, nhân vật chính được đặt trong một căn phòng tối với Monika ngồi trước mặt anh ta. Monika giải thích rằng cô ấy biết mình bị mắc kẹt trong trò chơi và cô ấy có thể thao túng các tập tin của trò chơi để thay đổi tính cách của nhân vật hoặc xóa chúng hoàn toàn. Cô thú nhận tình cảm của mình trực tiếp không phải với nhân vật chính, mà là với chính người chơi. Cuộc nói chuyện tiếp tục vô thời hạn cho đến khi người chơi nhập vào thư mục của trò chơi và xóa tập tin nhân vật của Monika. Khi làm điều này, Monika hoảng loạn khi cô ấy bị xóa khỏi thế giới của trò chơi. Cô bắt đầu ăn năn hối hận bằng cách khôi phục lại trò chơi vì yêu thương người chơi nghĩa là làm cho họ hạnh phúc, cô chấp nhận họ sống hạnh phúc mà không có cô.
Trò chơi một lần nữa bắt đầu lại với Sayori, Yuri và Natsuki sống động và bình thường, giống như lúc ban đầu (trừ Monika). Ngay sau khi gặp mọi người, Sayori giải thích với người chơi rằng bây giờ cô ấy là hội trưởng của câu lạc bộ văn học, vì thế cô biết mọi thứ về trò chơi và những gì người chơi đã làm. Sau đó Sayori định thao túng trò chơi để được "sống mãi" với người chơi. Monika đột nhiên can thiệp vào, tuyên bố cô ấy đã thay đổi suy nghĩ của mình. Cô quyết định xóa trò chơi. Monika sau đó nói chuyện với người chơi (lần duy nhất trong trò chơi mà giọng nói của cô xuất hiện) và chuẩn bị một bài hát mang tên là "Your Reality", sẽ phát sau đoạn credit cùng với các hình ảnh có sẵn trong trò chơi của Sayori, Yuri, Monika và Natsuki, trước khi Monika xóa chúng. Trò chơi kết thúc bằng một bức thư cảm ơn từ Monika, nói rằng cô đã giải tán câu lạc bộ văn học vì "không thể tồn tại hạnh phúc" trong đó.
Nếu người chơi lưu và tải lại file save trước đó hoặc chơi lại từ đầu để mở mọi phân cảnh của Sayori, Yuri và Natsuki trước khi chứng kiến cái chết của Sayori, thay vì sự can thiệp của Monika, Sayori cảm ơn người chơi đã cố gắng giúp đỡ tất cả các cô gái. Sau đoạn credit, người chơi nhận được một bức thư từ nhà phát triển trò chơi, Dan Salvato. Mô tả ý định sau khi tạo trò chơi và ý kiến của anh ta về trò chơi điện tử nói chung. Sau đó, anh ta cảm ơn người chơi vì đã chơi trò chơi và tham gia câu lạc bộ văn học khi trò chơi kết thúc.
Có một phần kết khác xảy ra nếu người chơi xóa tập tin nhân vật của Monika khỏi thư mục trước khi bắt đầu trò chơi mới. Sayori sau đó được coi là hội trưởng của câu lạc bộ. Khi nhận ra bản chất thực sự của trò chơi và vai trò của mình trong đó, Sayori hoảng sợ và buộc phải đóng trò chơi. Mở lại trò chơi thì sẽ hiển thị hình ảnh Sayori treo cổ tự tử. Nếu người chơi giữ hình ảnh trên màn hình trong 10 phút, một thông báo nhỏ sẽ xuất hiện với nội dung "Now everyone can be happy".

## Phát triển và phát hành
Dan Salvato đã mất hai năm để phát triển Doki Doki Literature Club trước khi phát hành nó như trò chơi đầu tiên của mình. Trước khi phát hành, Salvato đã được biết đến với việc tạo ra phần mở rộng FrankerFaceZ cho Twitch.tv, công việc modding của mình trong cảnh Super Smash Bros, và cho các cấp độ Super Mario Maker tùy chỉnh của mình.
Doki Doki Literature Club! lần đầu tiên được phát hành vào ngày 22 tháng 9 năm 2017 trên itch.io, và sau đó cũng được phát hành trên Steam. Trò chơi có sẵn như là phần mềm miễn phí với một tùy chọn trả những gì bạn muốn mô hình. Trả 10 đô la Mỹ (ở Việt Nam là 120.000 đồng) cho bản mở rộng "Fan Pack" bao gồm các hình nền trên máy tính để bàn và điện thoại di động, soundtrack chính thức của trò chơi và một cuốn sách nhỏ về khái niệm kỹ thuật số.
Salvato đã trích dẫn "mối quan hệ yêu - ghét" với anime như là nguồn cảm hứng cho việc sáng tạo Doki Doki Literature Club. Thảo luận về các yếu tố kinh dị của trò chơi, Salvato giải thích rằng anh lấy cảm hứng từ "những điều đáng sợ vì họ làm cho bạn không thoải mái, không phải bởi vì họ xô đẩy những điều đáng sợ trên khuôn mặt của bạn."

### Doki Doki Literature Club Plus!
Vào tháng 1 năm 2020, Salvato thông báo rằng nội dung mới sẽ được thêm vào Doki Doki Literature Club!, nhưng nói rõ rằng anh ta không làm phần tiếp theo của trò chơi. Vào ngày 11 tháng 6 năm 2021, Nhóm Salvato và nhà xuất bản Serenity Forge đã thông báo rằng một phiên bản cao cấp của Doki Doki Literature Club!, có tiều đề là Doki Doki Literature Club Plus!, sẽ được phát hành kỹ thuật số cho Microsoft Windows, Nintendo Switch, PlayStation 4, PlayStation 5, Xbox One, và Xbox Series X/S vào 30 tháng 6. Phiên bản vật lý dành cho Nintendo Switch, PlayStation 4 và PlayStation 5 cũng sẽ được bán thông qua cửa hàng trực tuyến của Serenity Forge. Phiên bản mở rộng có nâng cấp hình ảnh lên độ nét cao đầy đủ, 6 câu chuyện phụ mới, 100 hình ảnh có thể mở khóa, 13 bản nhạc mới của Nikki Kaelar, Jason Hayes và Azuria Sky và trình phát nhạc với tùy chọn tạo danh sách phát tùy chỉnh hoặc lặp lại một một bản nhạc trong một vòng lặp không xác định. Trò chơi đã được chuyển từ công cụ Ren'Py ban đầu sang Unity, cho phép triển khai các tính năng bổ sung và phát triển đa nền tảng nhất quán. Bản sao vật lý của Plus! đã được thông báo sẽ được phát hành vào ngày 30 tháng 7 năm 2021, nhưng đã bị lùi lại vào cuối tháng 9 do đại dịch COVID-19.

## Đón nhận
Sau khi phát hành, Doki Doki Literature Club nhanh chóng đạt được một sự ngưỡng mộ.
Gita Jackson đến từ Kotaku mô tả Doki Doki Literature Club là "một trò chơi thực sự đặc biệt": "Nếu bạn thích trò chơi kinh dị, đặc biệt là những người thực sự có được dưới da của bạn, hãy thử Doki Doki Literature Club". Tom Philip của GQ gọi đó là "một trong những trò chơi đáng sợ nhất mà tôi từng chơi". Ông đã tiếp tục ca ngợi các bài viết của trò chơi nói rằng nó chứa "một số kỹ thuật kể chuyện tồi tệ nhất tôi đã từng nhìn thấy", nhưng nhận xét rằng đôi khi nó cảm thấy như "một cú đánh mạnh, nhấp chuột qua vô số lượng trống rỗng, ve vãn cuộc trò chuyện về thơ."